# Spirorbis parvulus
Spirorbis parvulus är en ringmaskart som beskrevs av Bailey 1969. Spirorbis parvulus ingår i släktet Spirorbis och familjen Serpulidae. Inga underarter finns listade i Catalogue of Life.